# Nikita Wassiljewitsch Petrow

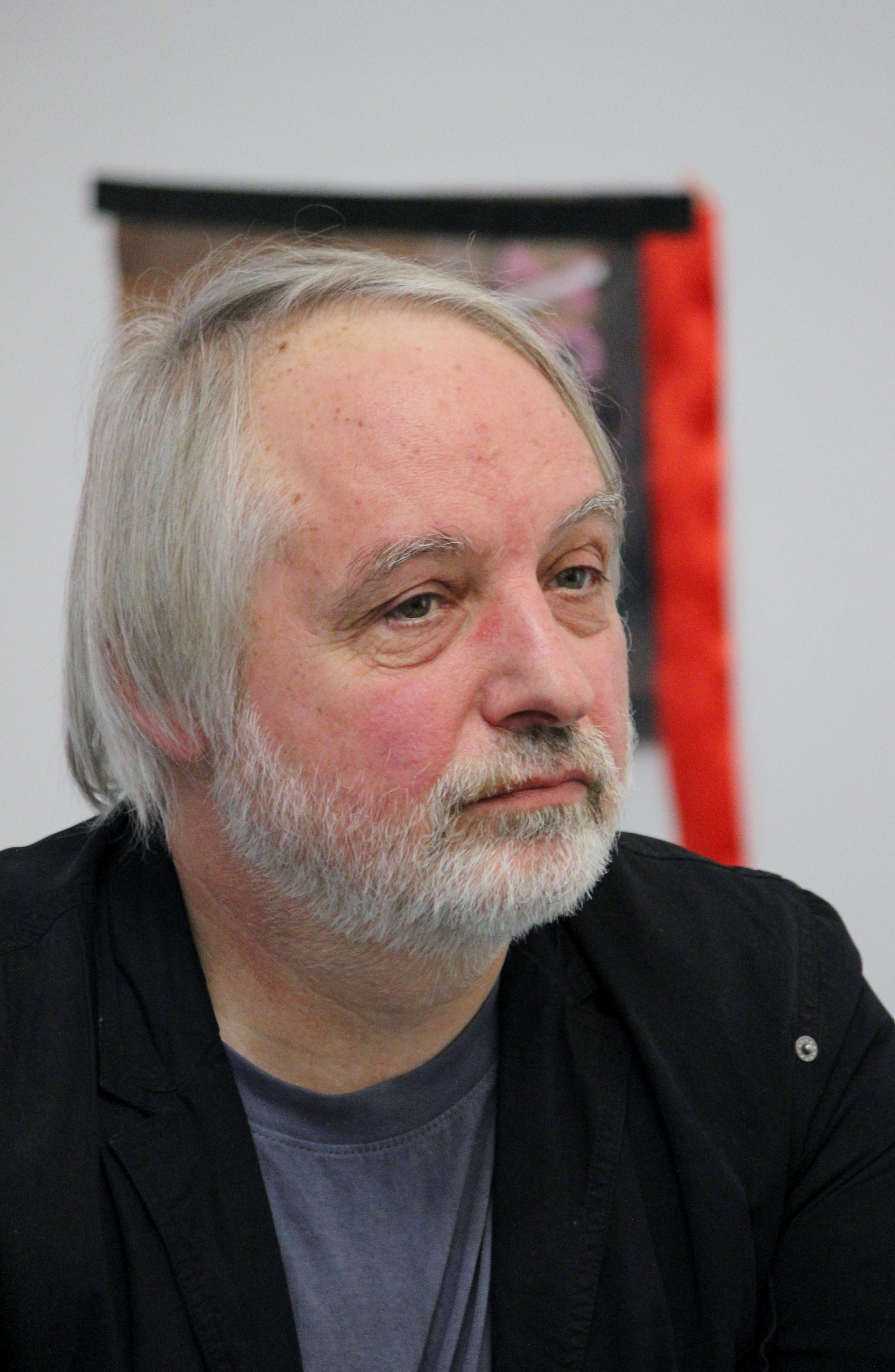
Nikita Petrow, 2019

Nikita Wassiljewitsch Petrow (russisch Никита Васильевич Петров, wiss. Transliteration Nikita Vasil'evič Petrov; * 31. Januar 1957 in Kiew, UdSSR) ist ein russischer Historiker, der sich als stellvertretender Vorsitzender der Menschenrechtsorganisation Memorial auf Publikationen über Verbrechen der sowjetischen Geheimdienste während der Stalinzeit spezialisiert hat.

## Leben
Als Petrow drei Jahre alt war, zog seine Familie von Kiew nach Moskau um. Er studierte am Chemotechnischen Mendelejew-Technikum und erlangte 1980 das Diplom mit einer Arbeit über Verbindungen von Fluor mit Uran. In dieser Zeit begann er, sich für den Repressionsapparat der kommunistischen Partei zu interessieren, und lieh im Lesesaal der Lenin-Bibliothek regelmäßig Zeitungen aus der Zeit der Stalinschen Repressionen aus. Dadurch wurde der KGB auf ihn aufmerksam, sein Institut strich ihn von der Doktorandenliste. Dennoch fand er eine Anstellung als Ingenieur an der Nationalen Atomforschungsuniversität (MIFI), wurde dort aber 1984 auf Druck des KGB entlassen. Von 1985 bis 1988 arbeitete er als Ingenieur in Forschungslaboratorien, die dem Ministerium für Brotproduktion der Russischen Sozialistischen Föderativen Sowjetrepublik unterstanden, die folgenden zwei Jahre im Zentrum für Standardisierung.
Petrow engagiert sich seit 1988 bei Memorial. 1990 wurde er zum stellvertretenden Leiter des Moskauer Dokumentations- und Bildungszentrums von Memorial berufen. In dieser Eigenschaft erhielt er im selben Jahr Zutritt zu den Archiven der staatlichen Verwaltung. Nach dem Zerfall der Sowjetunion Ende 1991 wurde er vom russischen Verfassungsgericht in die Expertenkommission für den Prozess um das Verbot der KPdSU berufen, das der russische Präsident Boris Jelzin verfügt hatte. Von 1992 an durfte Petrow erstmals auch in den Archiven der sowjetischen Geheimdienste von Tscheka bis KGB arbeiten.
Im Mittelpunkt seiner Tätigkeit standen fortan Publikationen über die Geheimdienste sowie Prozesse um den Zugang zu den Archiven, der seit Mitte der 1990er Jahre wieder restriktiv gehandhabt wurde. Auch war Petrow Experte von Memorial in den Prozessen von Angehörigen der Opfer des Massakers von Katyn, die vor Moskauer Gerichten Akteneinsicht und juristische Rehabilitation der 1940 erschossenen polnischen Kriegsgefangenen verlangten. Für seinen Einsatz wurde er 2005 vom polnischen Staatspräsidenten Aleksander Kwaśniewski mit dem Kavalierkreuz für Verdienste um die Republik Polen ausgezeichnet.
Petrow vertrat in den Medien die Ansicht, dass die Sowjetunion wegen ihres Bündnisses mit dem Dritten Reich, das im Ribbentrop-Molotow-Pakt besiegelt wurde, in gleicher Weise Mitschuld am Ausbruch des Zweiten Weltkriegs trägt. 2008 nahm die Universität Amsterdam, von der er bereits 1990 und 1996 zwei jeweils dreimonatige Forschungsstipendien bekommen hatte, seine Dissertation über „Stalin und die Organe des NKWD-MGB bei der Sowjetisierung der Länder Mittel- und Osteuropas 1945–1953“ an. Er legt darin dar, dass in allen Ländern, in die die Rote Armee kam, totalitäre Terrorregime mit jenseits der Gesetze agierenden Repressionsapparaten errichtet worden seien.
Petrow wirkte bei Jens Beckers Filmdokumentation Erich Mielke – Meister der Angst (2015) mit. Er ist Mitarbeiter der Nowaja gaseta in Moskau.

## Werke
- mit A. I. Kokurin: VČK-OGPU-NKVD-NKGB-MGB-MVD-KGB. 1917–1960. Spravočnik. Moskau 1997, ISBN 5-89511-004-5.
- mit A. I. Kokurin: Kto rukovodil NKVD. 1934–1941 gg. Spravočnik. Zven'ja, Moskau 1999, ISBN 5-7870-0032-3.
- mit A. I. Kokurin: GULAG. Glavnoe upravlenie lagerej 1918–1960. Moskau 2000, ISBN 5-85646-046-4.
- mit M. Jansen: Stalin’s Loyal Executioner: People’s Commissar Nikolai Ezhov, 1895–1940. Hoover Institution Press, Stanford 2002, ISBN 0-8179-2902-9.
- mit A. I. Kokurin: Lubjanka. Organy VČK-OGPU-NKVD-NKGB-MGB-MVD-KGB 1917–1991. Spravočnik. Meždunarodnyj fond „Demokracija“, Moskau 2003, ISBN 5-85646-109-6.
- Pervyj sekretar' KGB Ivan Serov. Materik, Moskau 2005, ISBN 5-85646-129-0.
- mit Jan Foitzik: Die sowjetischen Geheimdienste in der SBZ/DDR von 1945 bis 1953. De Gruyter, Berlin / New York 2009, ISBN 978-3-11-023014-7.
- Kto rukovodil organami Bezopasnosti 1941–1954 gg. Spravočnik. Zven'ja, Moskau 2010, ISBN 978-5-7870-0109-9.
- Die sowjetischen Geheimdienstmitarbeiter in Deutschland. Der leitende Personalbestand der Staatssicherheitsorgane der UdSSR in der Sowjetischen Besatzungszone Deutschlands und der DDR von 1945–1954. Biografisches Nachschlagwerk. Metropo, Berlin 2010, ISBN 978-3-940938-80-0.
- Po scenariju Stalina. Rol' organov NKVD-MGB SSSR v sovetizacii stran Central'noj i Vostočnoj Evropy. Rossijskaja političeskaja enciklopedija, Moskau 2011, ISBN 978-5-8243-1541-7.
- Palači. Oni vypolnjali zakazy Stalina. Nowaja gaseta, Moskau 2011, ISBN 978-5-91147-018-0.
- Poczet katów katyńskich. Centrum Polsko-Rosyjskiego Dialogu i Porozumienia, Warschau 2015, ISBN 978-83-64486-33-3.